# Montgomery (metrostation)
Montgomery is een station van de Brusselse metro en premetro, gelegen onder het Maarschalk Montgomeryplein in het uiterste westen van de Brusselse gemeente Sint-Pieters-Woluwe.

## Geschiedenis
Het station werd geopend op 20 september 1976 als onderdeel van de oostelijke tak van eerste metrolijn van de Brussels metro. De toenmalige metrolijn 1 reed tussen De Brouckère en Tomberg / Beaulieu. Sinds de herinrichting van het metronet in 2009 bedient de nieuwe metrolijn 1 dit station.
Het premetro gedeelte van het station Montgomery werd al in dienst genomen op 30 januari 1975 als onderdeel van de Grote Ringas tussen Boileau en Diamant, bediend door tramlijnen 7 en 25.
Bij het buitenrijden van het station Montgomery richting Merode is een enkelspoor te zien aan de rechterkant, dat oorspronkelijk bestemd was als rechtstreekse aftakking vanuit Stokkel richting Herrmann-Debroux.

## Situering
In het station Montgomery bevindt zich verder ook de ondergrondse keerlus van de interlokale tramlijnen 39 en 44. Het ondergronds deel van de lus beschikt over twee sporen waar gewoonlijk slechts een van beide gebruikt wordt. Na 20u00 rijden de trams ook in tegenrichting de ondergrondse keerlus binnen om geluidsoverlast in de Georges en Jacques Martinstraat te voorkomen. De toegangen van deze tramtunnel bevinden zich in de Hertogstraat en de Tervurenlaan.
De gangen tussen het (pre)metrogedeelte en de ondergrondse keerlus van de tramlijnen 39 en 44 zijn ruim genoeg voor een aantal winkels. Sinds 2015 is er bijvoorbeeld een Shop&Go-winkel van de supermarktketen Delhaize gevestigd.
Bovengronds is er aansluiting voorzien met tramlijn 81 die over een keerlus beschikt als eindpunt. De halte van de MIVB bussen bevindt zich op het drie-rijvakken-rondpunt Montgomery.

## Kunst
Boven een van de toegangen tot de stationshal prijkt het enorme doek Magic City van Jean-Michel Folon. Het werk beeldt een aan de horizon opdoemende stad uit onder een zonverlichte hemel, waarbij de kleurenvolgorde van de regenboog is aangehouden. Elders in de hal zijn onder de titel Thema’s zes door Pol Mara geschilderde personages te vinden. De vierkante panelen zijn gekanteld opgehangen om de monotonie van de wand te doorbreken.

## Afbeeldingen

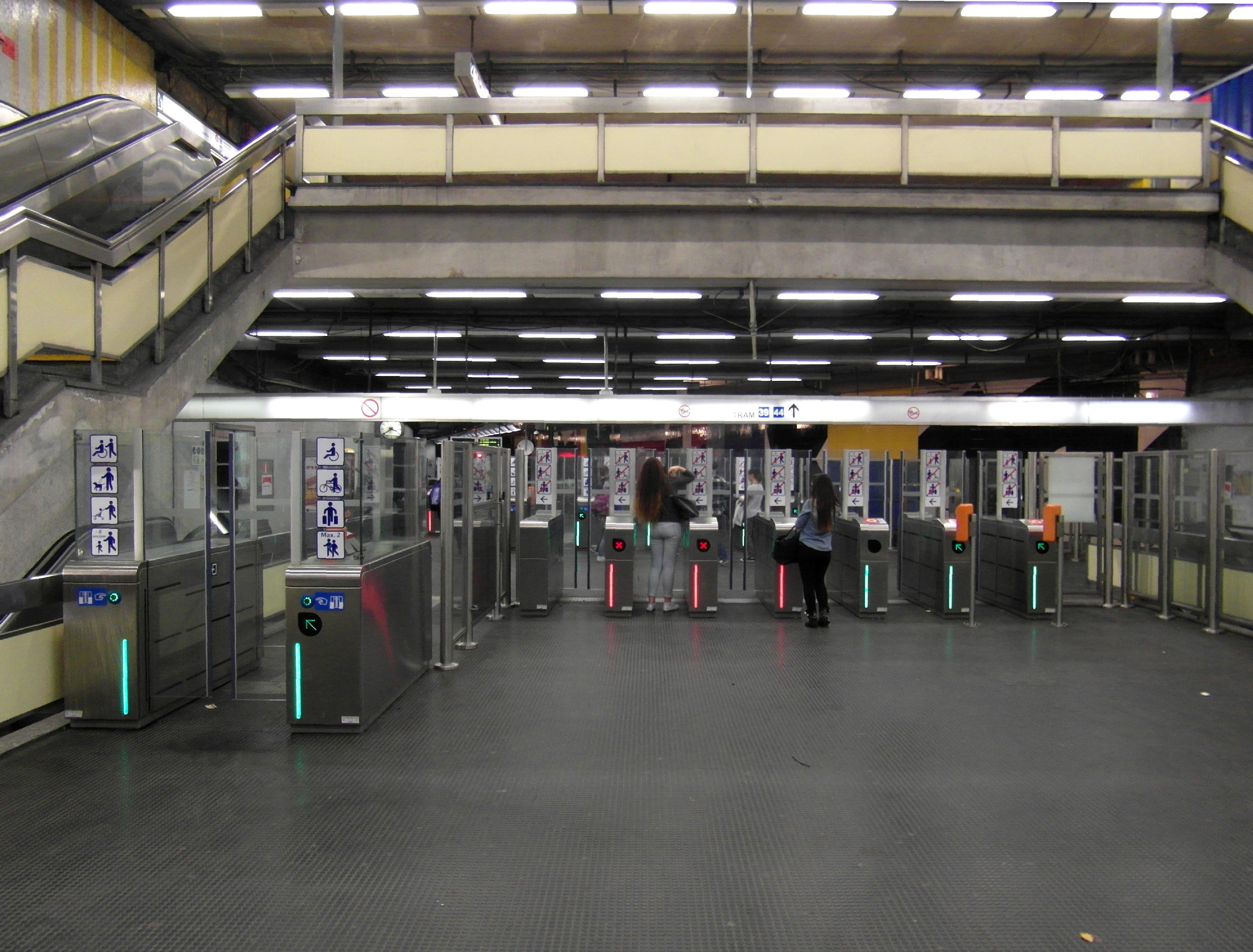
Toegang tot de ondergrondse keerlus.
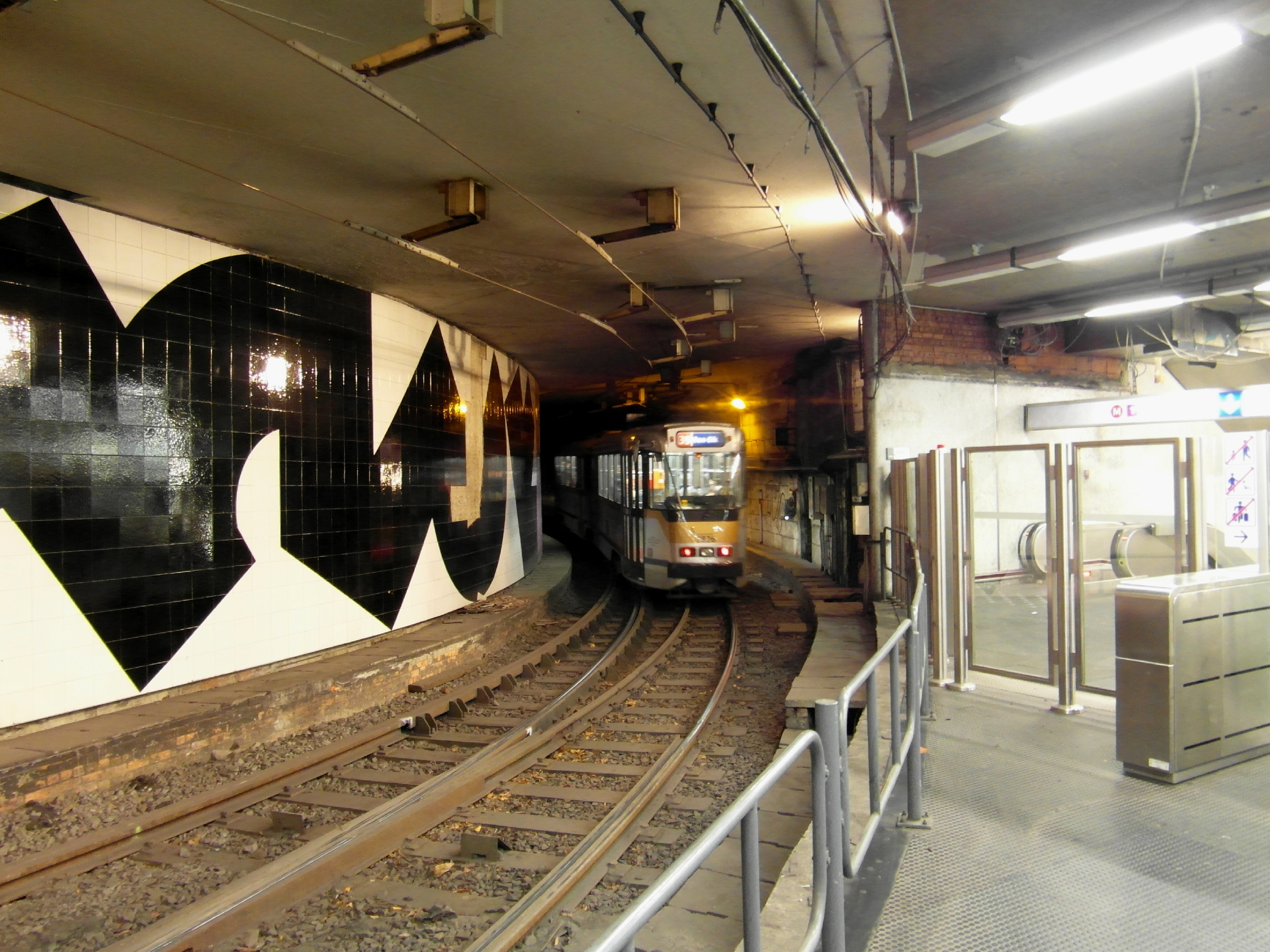
De ondergronds keerlus en eindpunt.
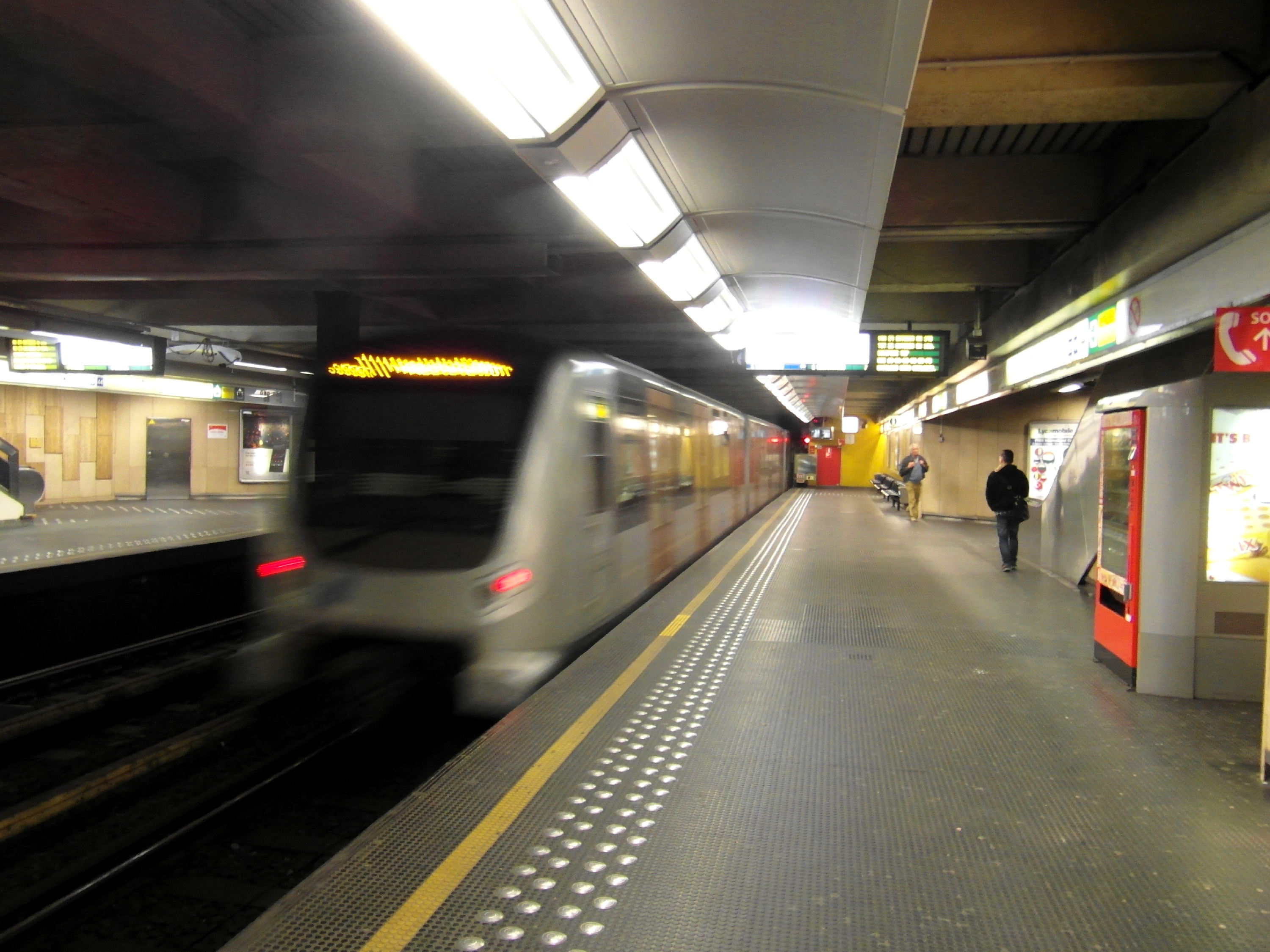
Perron van het metrostation met een BOA.
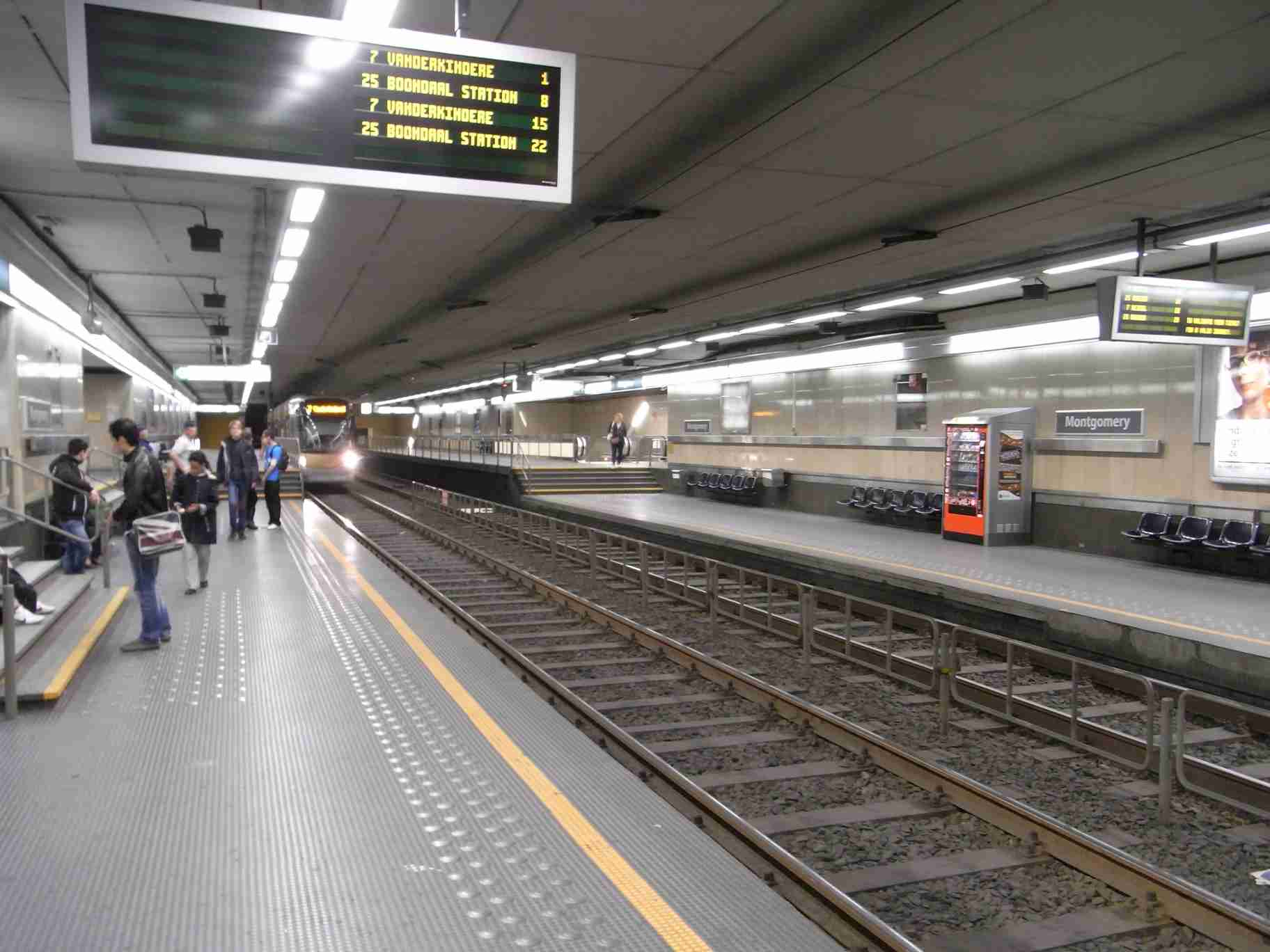
Perrons van het premetrostation.
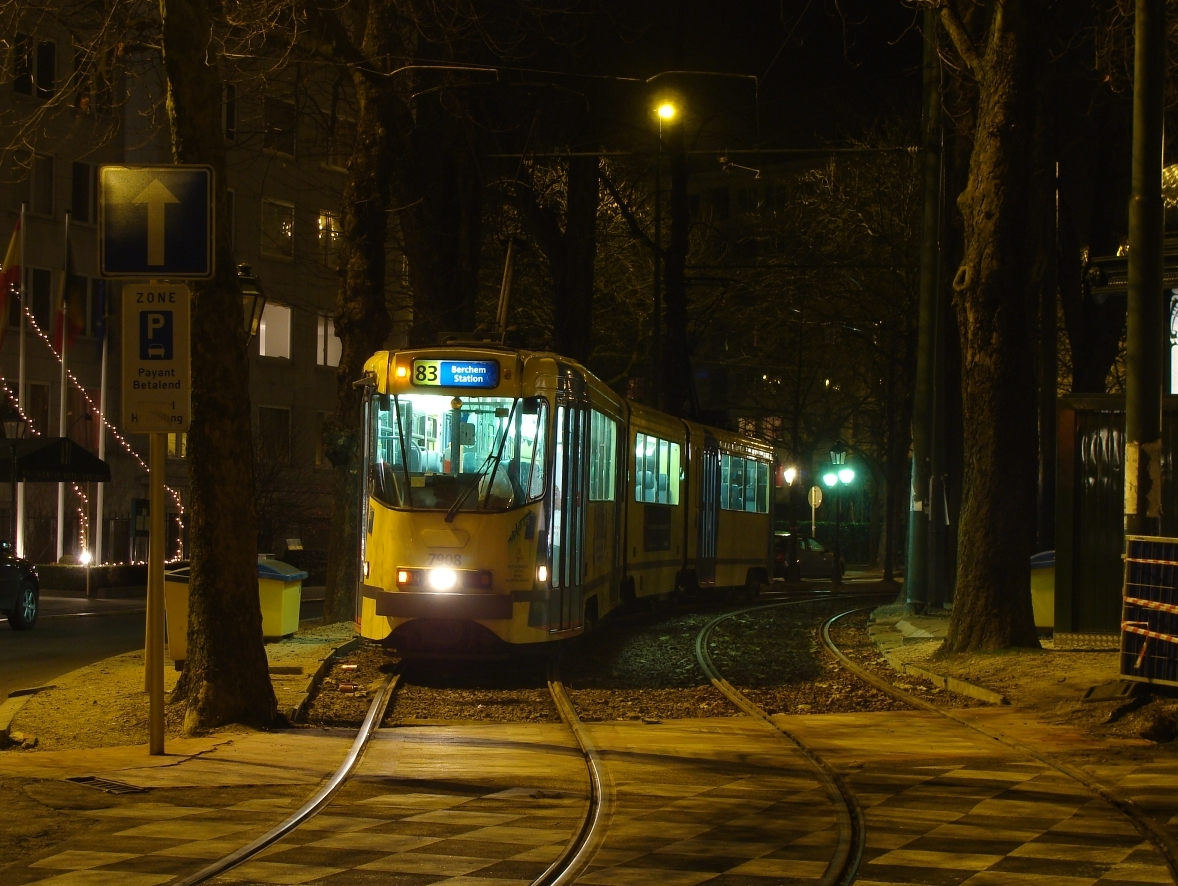
Bovengronds eindpunt van tramlijn 81.
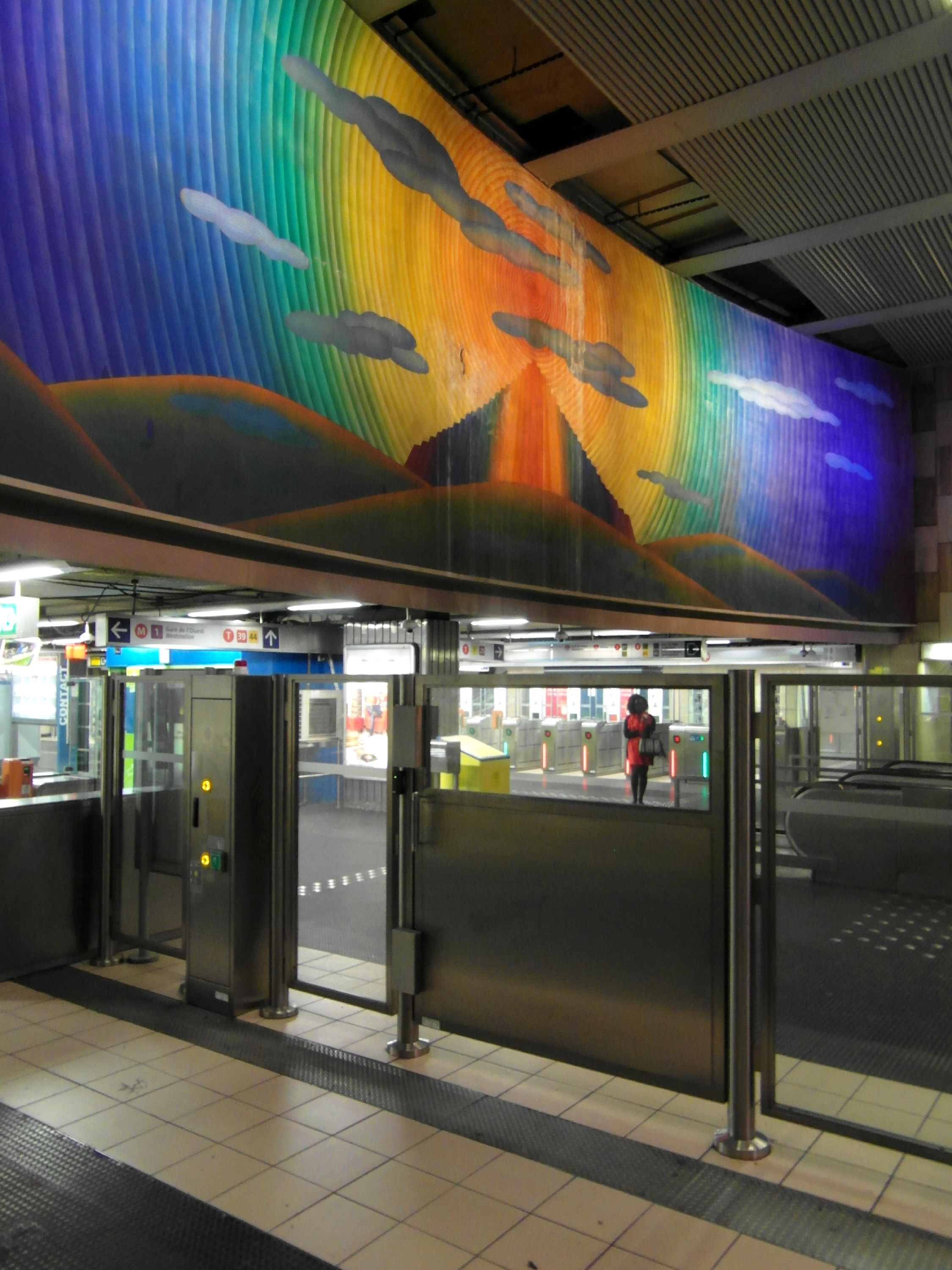
Magic City van Folon.